# جبل الباروك

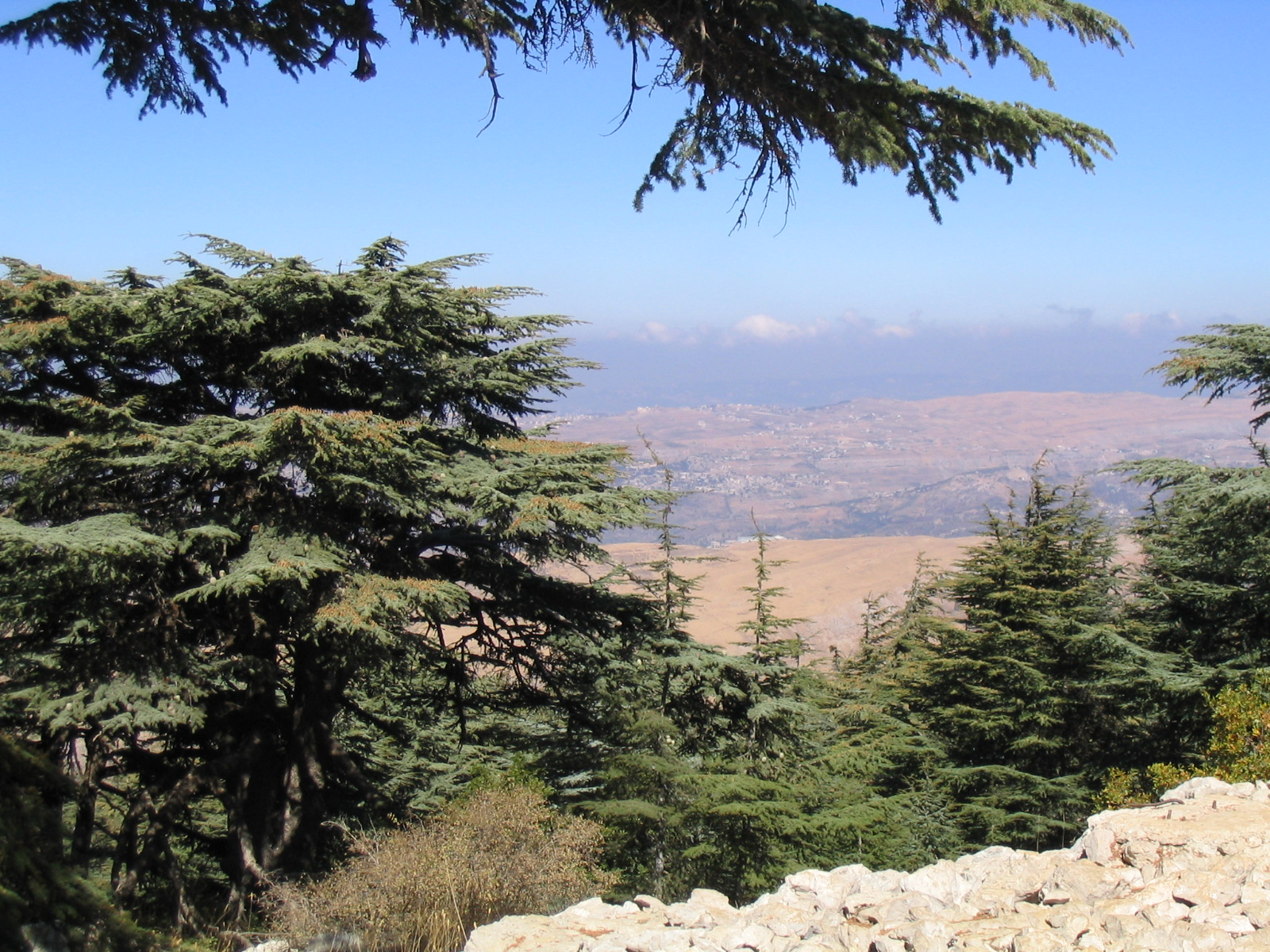
صورة من غابة الباروك في لبنان

جبل الباروك أحد جبال سلسلة جبال لبنان الغربية ويضم  أكبر غابة أرز في لبنان. يطل جبل الباروك على عدة بلدات في أقضية الشوف، البقاع الغربي، وعاليه. حيث تتدرّج على سفحه بلدات: جباع، مرستي، معاصر الشوف، باروك، وعين زحلتا في قضاء الشوف؛ دير عين الجوز، صغبين، عين زبدة، خربة قنفار، كفريا، عانا، عمّيق، حوش عمّيق، وحوش الصعلوك في قضاء البقاع الغربي؛ عين داره، وبمهرية في قضاء عاليه.

## معرض الصور

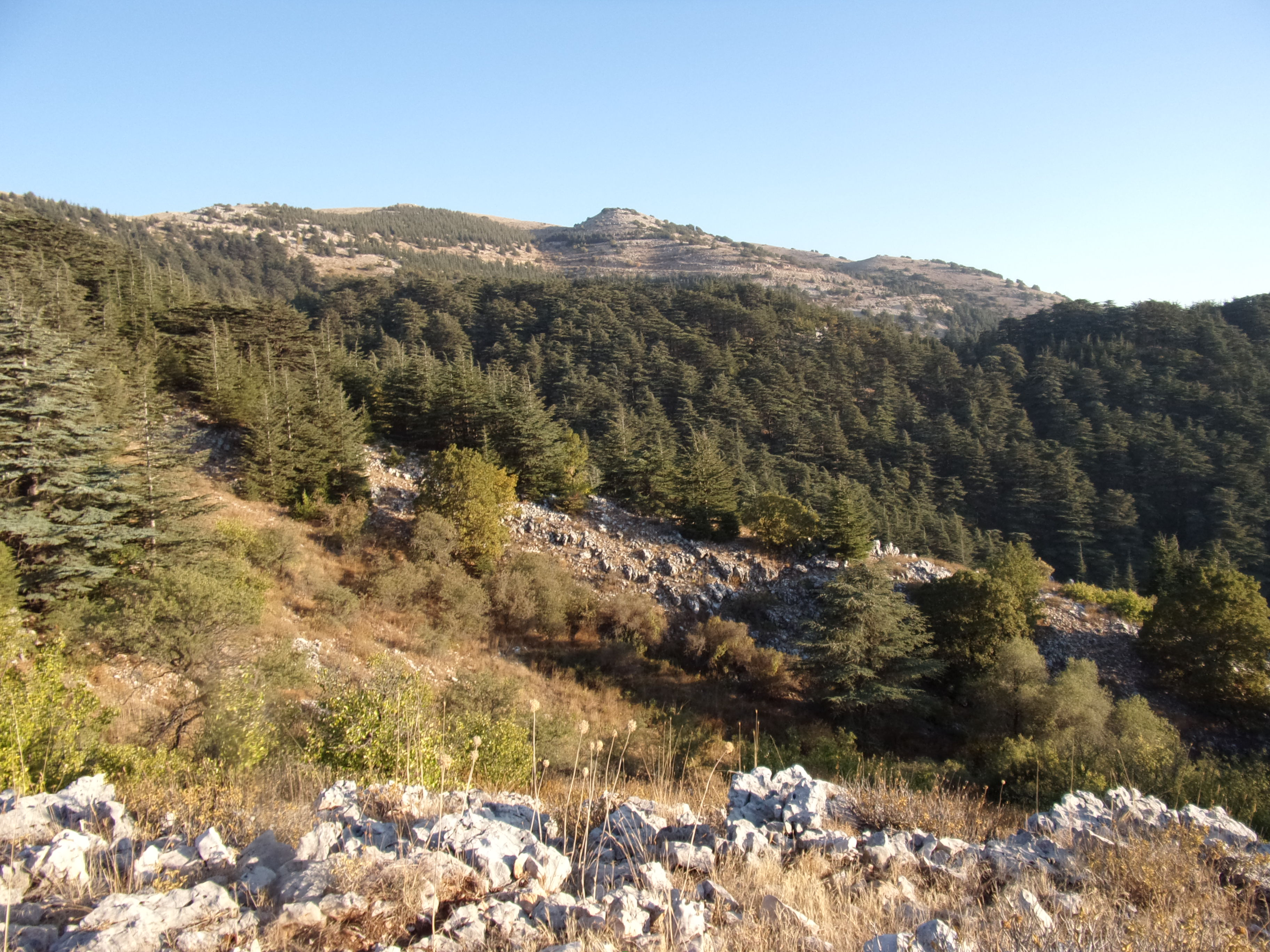
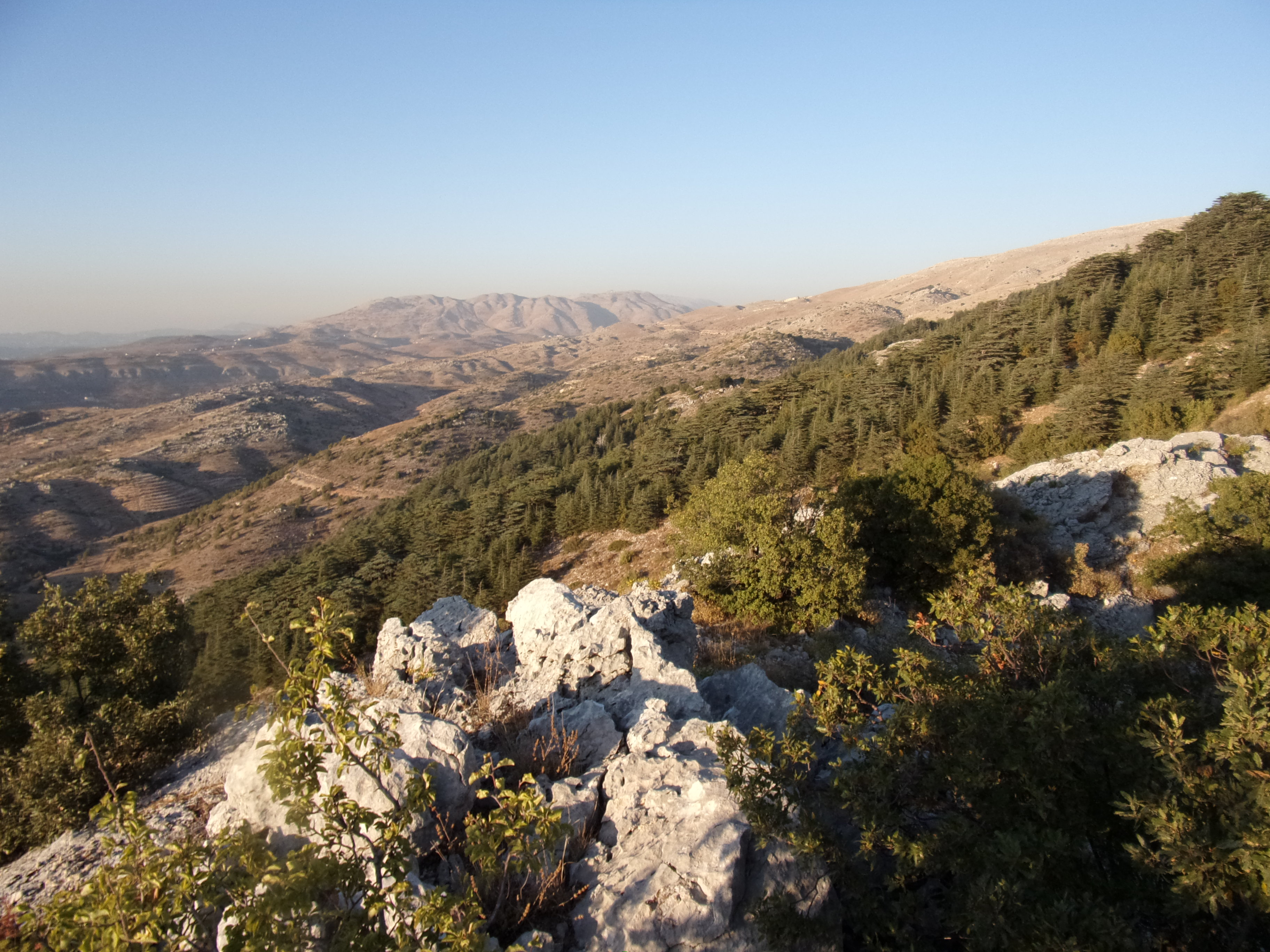
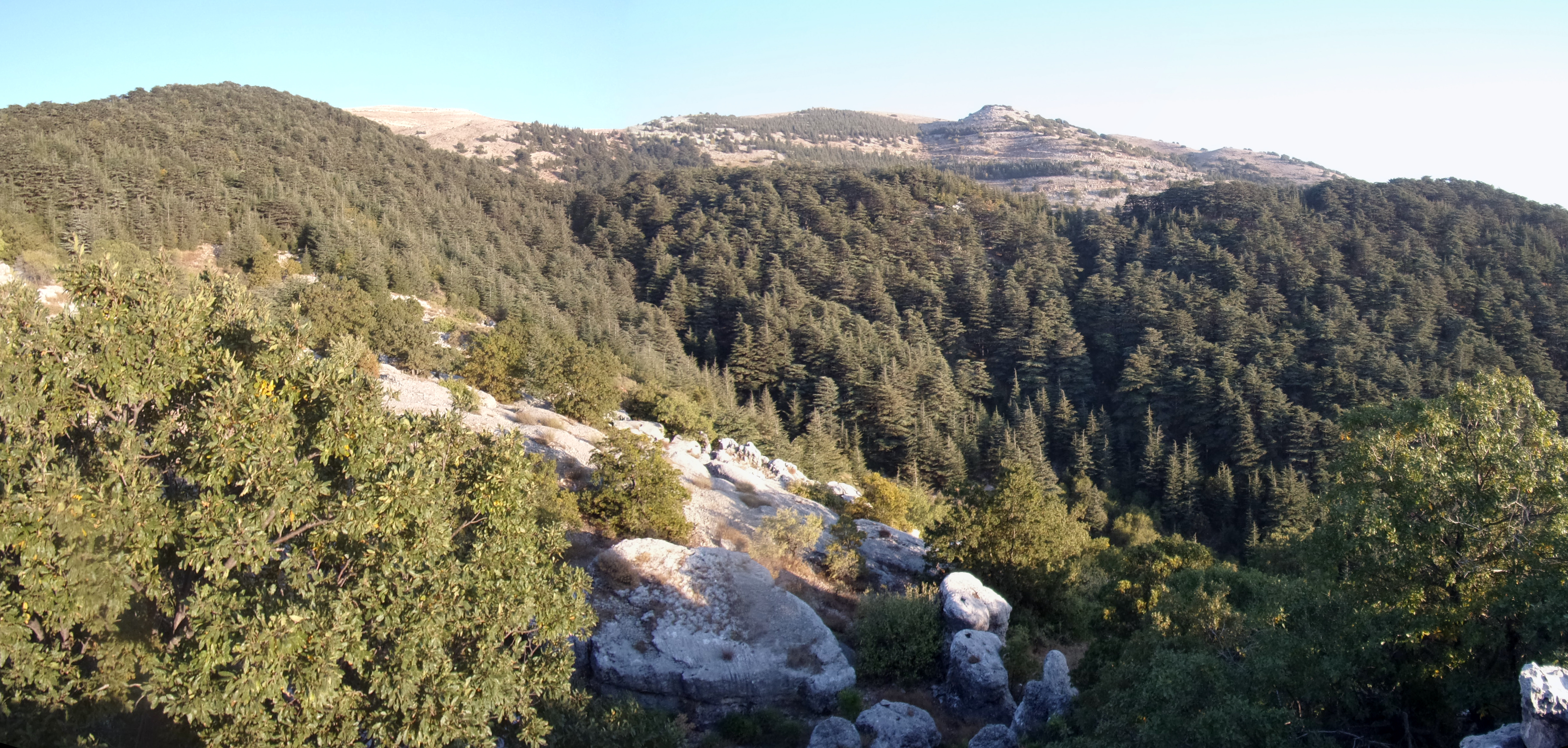
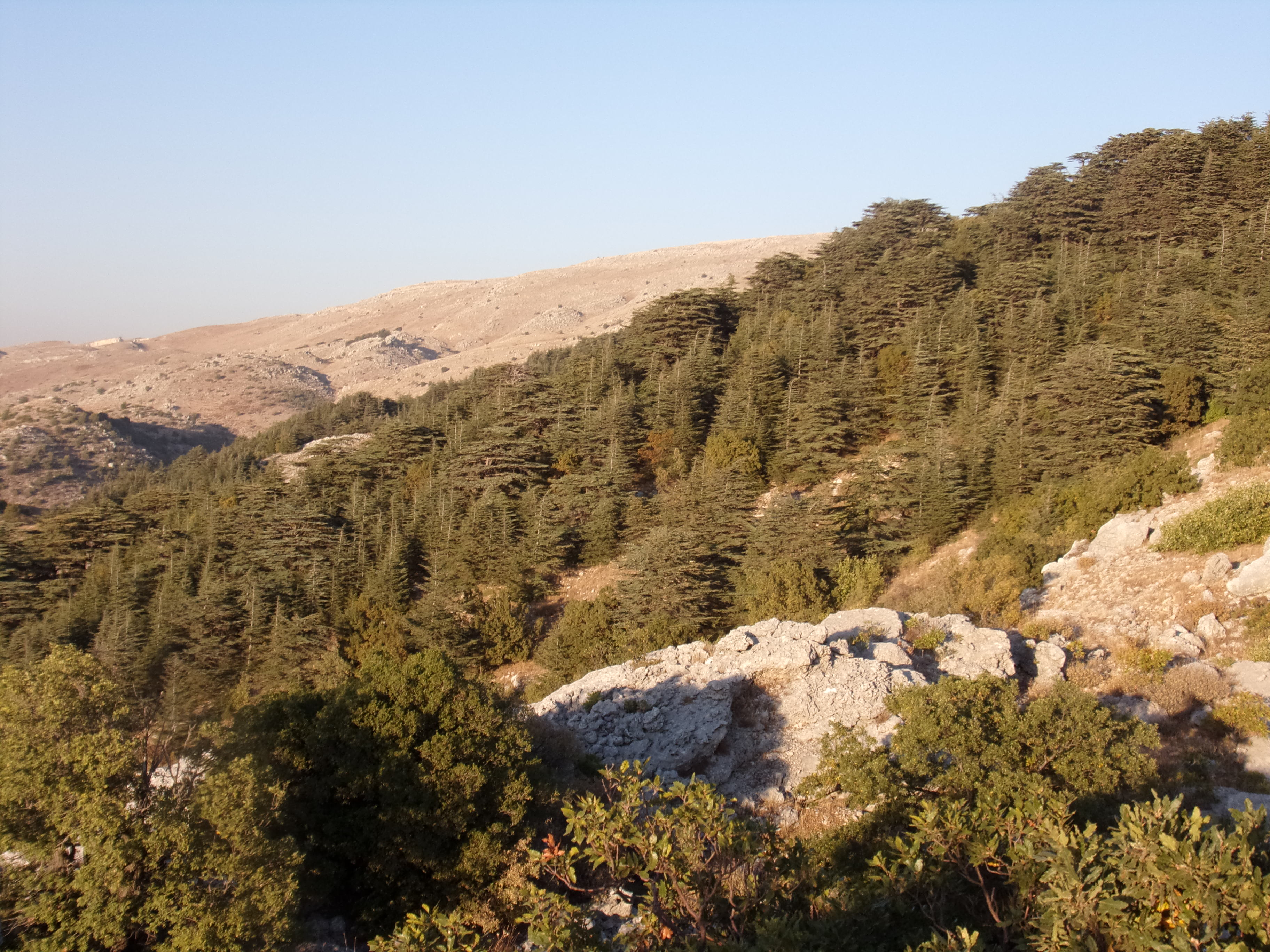
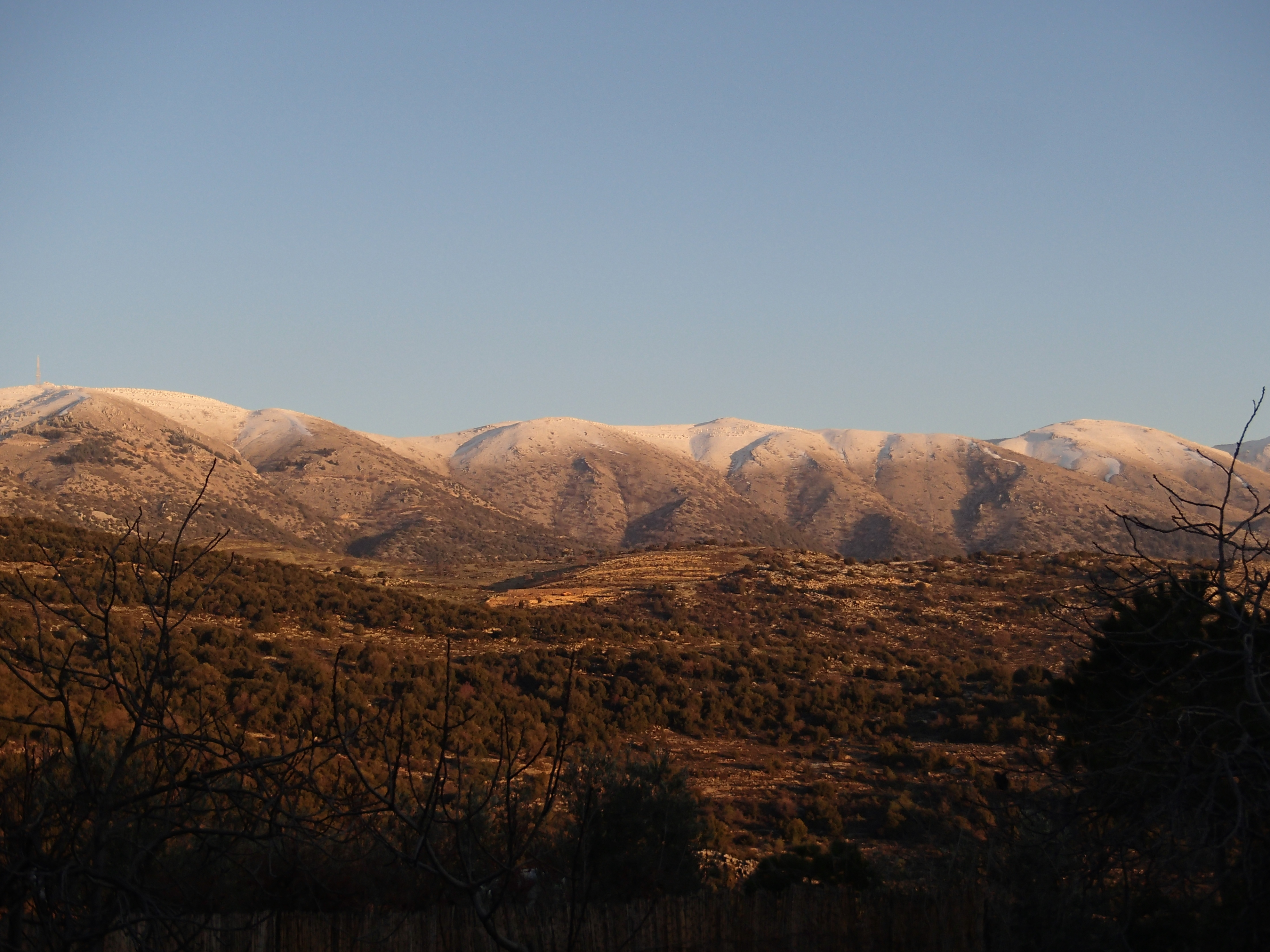

## طالع
- قائمة أعلى القمم الجبلية في لبنان